# Hyperthaema cardinalis
Hyperthaema cardinalis là một loài bướm đêm thuộc phân họ Arctiinae, họ Erebidae.